# Zwarte Woud

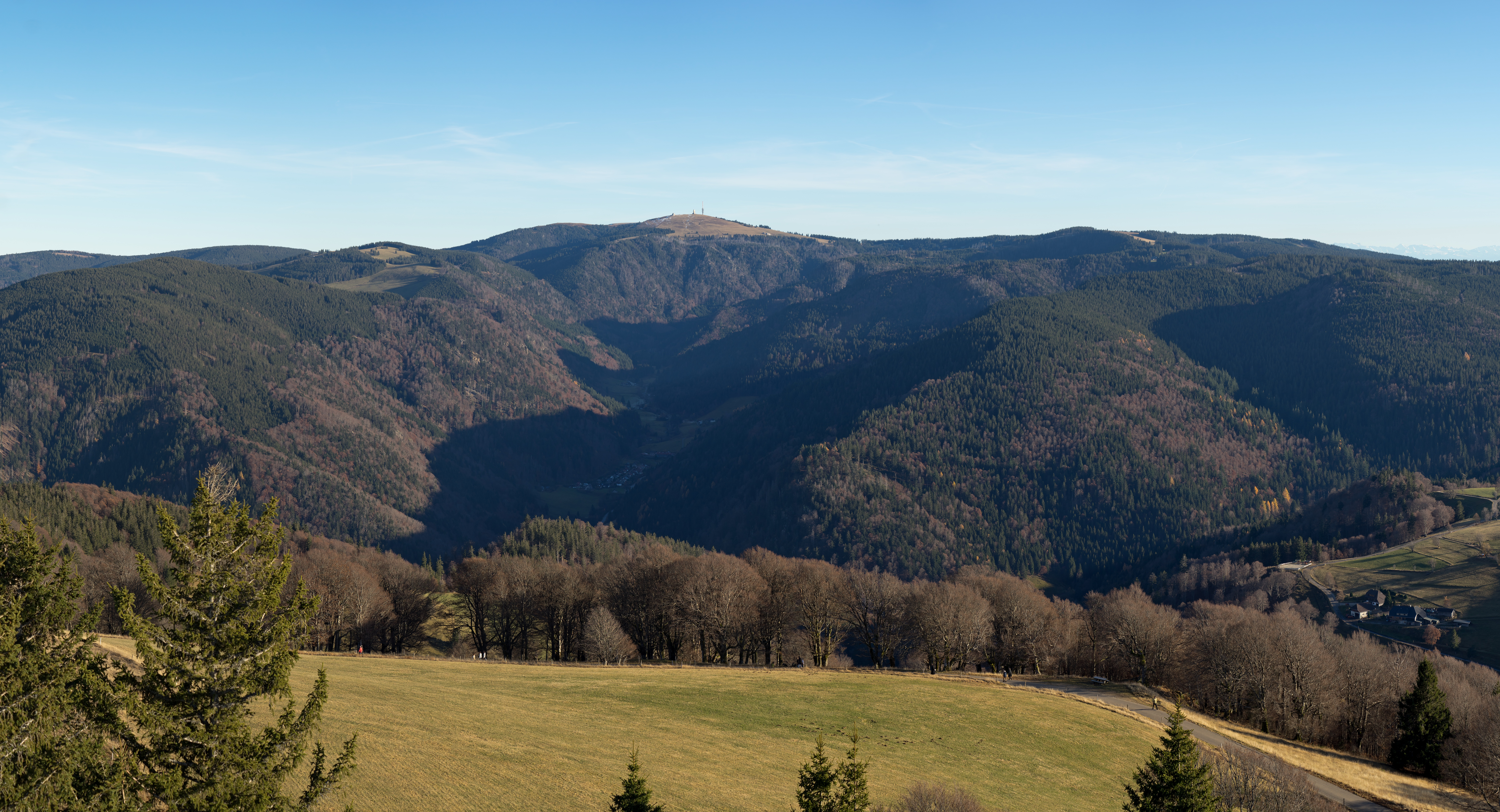
Blik op de Feldberg vanaf Schauinsland

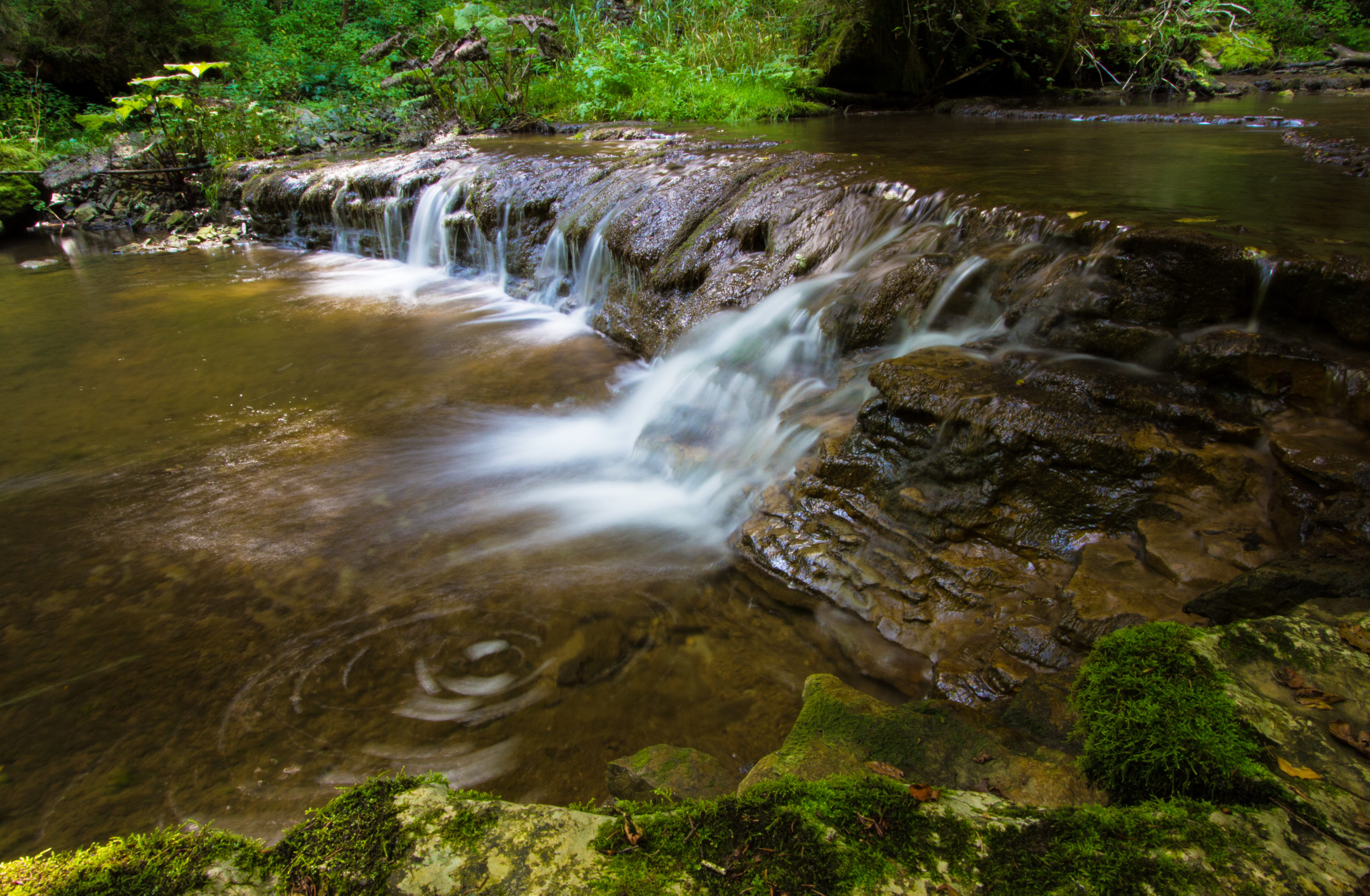
De Wutachschlucht

Het Zwarte Woud (Duits: Schwarzwald) is een dichtbebost gebied en middelgebergte in het zuidwesten van Duitsland, gelegen in de deelstaat Baden-Württemberg, aan de Rijn en aan de Franse grens.

## Geografie
Het is in oppervlakte het grootste middelgebergte in Duitsland. Geologisch is het verwant aan de Vogezen, die aan de Franse kant van de Rijn liggen. De hoogste top van het Zwarte Woud is de Feldberg met een hoogte van 1493 meter boven NAP.
Het Zwarte Woud is het grootste bosgebied in Duitsland en bestaat hoofdzakelijk uit dennen- en sparrenbomen. Het Zwarte Woud staat bekend als een van de populairste toeristenbestemmingen in Duitsland. Een klein deel in het noorden wordt beschermd als Nationaal Park Schwarzwald.
De Romeinen noemden het dichtbeboste gebergte met zijn kenmerkende donkere naaldbomen Silva Nigra - "het Zwarte of Donkere Woud of ondoordringbare woud", dat voor hen onheilspellend en bijna ondoordringbaar was. Het Duitse woord Schwarzwald werd voor de eerste keer in een document van het Zwitserse klooster St. Gallen uit het jaar 868 gebruikt.
Bekende autoroutes zijn de Schwarzwaldhochstraße, B 500 en de Deutsche Uhrenstraße. Het Zwarte Woud geniet bekendheid door de sprookjes van de gebroeders Grimm.
| - Freiburg - Schramberg - Sasbachwalden - Elzach-Oberprechtal - Donaueschingen - Triberg im Schwarzwald - St. Peter - Zell im Wiesental - Furtwangen im Schwarzwald - Offenburg - Lahr/Schwarzwald - Freudenstadt - Alpirsbach - Sankt Blasien - Todtnau - Schonach im Schwarzwald | - Titisee - Glaswaldsee - Mummelsee - Kirnbergsee - Feldsee - Schluchsee - Hotzenwald | - Feldberg (1493 m) - Seebuck (1448 m) - Herzogenhorn (1415 m) - Belchen (1414 m) - Stübenwasen (1386 m) - Spießhorn (1348 m) - Blössling (1309 m) - Schauinsland (1284 m) - Kandel (1243 m) - Rohrenkopf (1170 m) - Hornisgrinde (1164 m) - Rohrhardsberg (1152 m) - Schultiskopf (1076 m) - Mehliskopf (1007 m) - Schlifkopf (1005 m) - Hohe Möhr (983 m) - Hörnleberg (906 m) |

## Trivia
- De Schwarzwalder kersentaart is een taart die zijn naam ontleent aan het Zwarte Woud. In Nederland wordt deze taart doorgaans Schwarzwalder Kirsch Torte genoemd. In België noemt men hem Zwarte Woudtaart.
- Ook de koekoeksklok (Schwarzwalduhr) is er uitgevonden. Hieraan zijn in het gebied diverse musea gewijd en de klokken zijn er ook volop te koop.
- De Duitse benaming Schwarzwald is als Hollands Schwarzwald de naam van een bosgebied bij Rijssen.
- Vroeger, al sedert 1780, zaten er in de omgeving van Waldkirch in het Schwarzwald veel kermis- en draaiorgelbouwers. Nog steeds is daar een producent van kermisattracties gevestigd. Ook is daar nog een orgelmakerswerkplaats in bedrijf.
- De Zwitserse historica Julie Heierli overleed in 1938 in het Zwarte Woud toen zij daar op vakantie was.

Adelegg · Albuch · Baar · Bauland · Berglen · Bergstraße · Bodanrück · Breisgau · Dinkelberg · Ellwanger Berge · Filder · Gäu · Göge · Haller Ebene · Hardt · Härtsfeld · Heckengäu · Hegau · Heuchelberg · Höchsten · Hochsträß · Hohenloher Ebene · Holzstöcke · Hotzenwald · Kaiserstuhl · Klettgau · Kraichgau · Korngäu · Keur-Palts (Kurpfalz) · Landgericht · Limpurger Berge · Linzgau · Lußhardt · Löwensteiner Berge · Mainhardter Wald · Markgräflerland · Murrhardter Wald · Oberschwaben · Odenwald · Ortenau · Pfinzgau · Schönbuch · Schurwald · Schwäbische Alb · Strohgäu · Stromberg · Taubergrund · Tauberland · Tautschbuch · Ufgau · Waldenburger Berge · Welzheimer Wald · Westallgäu · Zabergäu · Zwarte Woud (Schwarzwald)